# Себастьєн Віж'є
Себастьєн Віж'є (фр. Sébastien Vigier; нар. 18 квітня 1997) — французький велогонщик, бронзовий призер Олімпійських ігор 2020 року.

## Виступи на Олімпіадах
| Олімпіада  | Дисципліна       | Місце |
| ---------- | ---------------- | ----- |
| Токіо 2020 | спринт           | 7     |
| Токіо 2020 | командний спринт | 3     |
| Токіо 2020 | кейрін           | 19    |